# Valentina Guebuza
Valentina da Luz Guebuza (* 1980 in Mosambik; † 14. Dezember 2016 in Maputo, Mosambik) war eine mosambikanische Unternehmerin. Sie war die Tochter des ehemaligen mosambikanischen Staatspräsidenten Armando Guebuza, der das Land von 2005 bis 2015 regierte.

## Leben

### Jugend und Ausbildung
Valentina da Luz Guebuza wurde 1980 geboren, fünf Jahre nach der Unabhängigkeit Mosambiks von Portugal. Ihr Vater, Armando Guebuza, ehemaliger Widerstandskämpfer im mosambikanischen Untergrund, hatte zu der Zeit bereits sein erstes Ministeramt in der Regierung von Samora Machel inne. Valentina Guebuza studierte Ingenieurwissenschaften in Südafrika und arbeitete zeitweise in einem Ingenieurbüro.

### Aufstieg zur Leitung der FirmenholdingFocus 21
Erste Aufmerksamkeit erregte Valentina Guebuza, als ihr Vater sie 2006 als Vorsitzende des Verwaltungsrats der Firmenholding Focus 21, Gestão e Desenvolvimento, Lda. einsetzte. Ein weiterer Sprung gelang ihr, als sie 2007 Aktionärin des Beira Grain Terminal wurde und damit gleichzeitig Anteile an den Unternehmen CFM, Cornelder de Moçambique, Nectar Moçambique, Sonipal, Seabord Moz, Rainbow Internacional, CFI Holdings und Merec Industries erhielt. Zusammen mit ihrem Onkel Mussumbuluco Guebuza gründete sie 2008 die Crosswind Holdings mit einem Kapital von 2,5 Millionen Metical. In den Folgejahren gründete sie gemeinsam mit weiteren Familienmitgliedern zahlreiche weitere Unternehmen in den Bereichen Kreditwirtschaft, Telekommunikation, Verkehr, Fischerei, Immobilien- und Bergbauwirtschaft.

### Wahl in das ZK der FRELIMO
Besonderes Aufsehen erregte 2012 die Wahl von Valentina Guebuza in das Zentralkomitee (ZK) der regierenden FRELIMO-Partei beim X. Parteikongress. Ihr Vater, Armando Guebuza, war zu der Zeit sowohl Parteichef als auch Vorsitzender des Verbandes der ehemaligen Befreiungskämpfer (Associação dos Combatentes da Luta de Libertação Nacional). Dies erlaubte es ihm, seine Tochter als sogenannte „Combatente“ (Widerstandskämpferin) für das ZK kandidieren zu lassen, was besonders Kritik seitens jüngerer FRELIMO-Mitglieder erregte, da sie aufgrund ihres Alters nicht am Unabhängigkeitskampf Mosambiks teilgenommen hatte. Die Wahl wurde als Verlängerung der „Guebuza-Dynastie“ gesehen und Parallelen zu den Präsidentenkindern Nyeleti Mondlane und Samora Machel Junior gezogen, die ebenfalls hochrangige Posten innerhalb der Partei einnehmen.

### Auftragsvergabe anStartimes Mozambique
Im Frühjahr 2014 wurde bekannt, dass der Auftrag (im Wert von 220 Mio. Euro) zur Digitalisierung des mosambikanischen Fernsehens und Radios an das chinesisch-mosambikanische Unternehmen Startimes Mozambique vergeben worden war. Hauptaktionär des Unternehmens ist der chinesische Geschäftsmann Pang Xinxing mit dem Unternehmen StarTimes Software Technology (85 %), Minderheitsaktionär ist die von Valentina Guebuza geleitete Firmenholding Focus 21. Eine öffentliche Ausschreibung der Vergabe fand nicht statt, eine Finanzierung erfolgte über die chinesische Auslands- und Investitionsbank Exim-Bank. Der FRELIMO-Parteisprecher Damião José verteidigte das Vorgehen, die Oppositionsparteien RENAMO und MDM sowie zivilgesellschaftliche Organisationen protestierten stark.

### Hochzeit
2014 heiratete Valentina Guebuza den mosambikanischen Geschäftsmann Zófimo Muiuane, Marketingleiter des staatlichen Mobilfunkanbieters mCel. Mosambikanische Zeitungen beschrieben die Hochzeit als die „Hochzeit des Jahres“, auf der Feier sollen gut 3000 Gäste, darunter unter anderem der Präsident Südafrikas, Jacob Zuma, der König Eswatinis, Mswati III., und Isabel dos Santos, die reichste Frau Afrikas, Tochter von José Eduardo dos Santos, anwesend gewesen sein. Zuvor hatten beide eine traditionelle Hochzeit mit Lobolo sowie in der presbyterianischen Kirche von Chamanculo eine kirchliche gefeiert. Ein Jahr später, im Juli 2015, gebar Valentina Guebuza ihr erstes Kind.

### Tod
Nach Medienberichten starb Valentina Guebuza am 14. Dezember 2016 in Maputo, nachdem sie von ihrem Ehemann mit vier Schüssen einer in Südafrika illegal erworbenen Handfeuerwaffe angeschossen worden war. Als Grund gab die ermittelnde PRM einen Ehestreit zwischen beiden an. Guebuza starb auf dem Weg ins Privatkrankenhaus Instituto do Coração. Das Strafgericht von Maputo (Tribunal Judicial de Maputo) verurteilte Guebuzas Ehemann, Zófimo Muiuane, zu einer Haftstrafe von 24 Jahren.

## Rezeption
Valentina Guebuza wurde oft mit Isabel dos Santos verglichen, da beide als Töchter ehemaliger bzw. amtierender Staatspräsidenten zu erfolgreichen und vor allem vermögenden Geschäftsfrauen wurden. Forbes veröffentlichte 2013 eine Liste der 20 mächtigsten Frauen Afrikas. Während Santos den ersten Platz belegte, wurde Valentina Guebuza auf Rang 7 platziert.